# 가운중학교
가운중학교(加雲中學校)는 대한민국 경기도 남양주시 가운동에 있는 공립 중학교이다.

## 학교 연혁
- 2009년 1월 7일 : 가운중학교 설립
- 2009년 3월 1일 : 초대 차정숙 교장 취임
- 2009년 3월 2일 : 제1회 입학식(4학급 157명)
- 2012년 2월 9일 : 제1회 졸업식(159명 졸업)
- 2012년 3월 2일 : 교과부지정 언어문화개선 선도학교 운영
- 2013년 3월 4일 : 교과부지정 창의경영학교
- 2018년 3월 20일 : 야외농구장 및 골프학습장 설치
- 2022년 9월 1일 : 제5대 문정만 교장 취임
- 2024년 1월 5일 : 제13회 졸업식
- 2024년 3월 4일 : 제16회 입학식
- 2025년 3월 4일 : 제17회 입학식

## 참고 자료
- 가운중학교 - 한국교육학술정보원 학교알리미